# 吴鞠通中医馆
吴鞠通中医馆，位于江苏省淮安市淮安区河下街道河下社区湖嘴大街71号，为名医吴鞠通的故居。占地面积3390平方米，分南北两路轴线。2009年6月12日，吴鞠通中医馆公布为第四批淮安市文物保护单位。